# Карбондејл (Илиноис)
Карбондејл (енгл. Carbondale) град је у америчкој савезној држави Илиноис. По попису становништва из 2010. у њему је живело 25.902 становника.

## Демографија
Према попису становништва из 2010. у граду је живело 25.902 становника, што је 5.221 (25,2%) становника више него 2000. године.
| Група             | 2000.          | 2010.          |
| Белци             | 13.384 (64,7%) | 15.571 (60,1%) |
| Афроамериканци    | 4.785 (23,1%)  | 6.636 (25,6%)  |
| Азијати           | 1.379 (6,7%)   | 1.466 (5,7%)   |
| Хиспаноамериканци | 630 (3,0%)     | 1.410 (5,4%)   |
| Укупно            | 20.681         | 25.902         |